# 西林街道 (宣城市)
西林街道，是中华人民共和国安徽省宣城市宣州区下辖的一个乡镇级行政单位。

## 行政区划
西林街道下辖以下地区：
城西社区、西林社区、昭亭社区和九同社区。